# Cantone di Zicavo
Il Cantone di Zicavo era una divisione amministrativa dell'arrondissement di Ajaccio
A seguito della riforma approvata con decreto del 24 febbraio 2014, che ha avuto attuazione dopo le elezioni dipartimentali del 2015, è stato soppresso.
I 9 comuni facenti parte prima della riforma del 2014 erano:
- Ciamannacce
- Corrano
- Cozzano
- Guitera-les-Bains
- Palneca
- Sampolo
- Tasso
- Zévaco
- Zicavo